# Operacje psychologiczne
Operacje psychologiczne, działania psychologiczne (PsyOps) – operacje planowane, by przekazać wybrane informacje dla określonych odbiorców, mające wpływać na ich emocje, motywacje, postrzeganie sytuacji i zachowywania, dla osiągnięcia zakładanych celów politycznych oraz militarnych. Operacje psychologiczne mogą być wykonywane na poziomie taktycznym, operacyjnym i strategicznym i mogą być one szczególnie cenne podczas operacji przed- i powojennych, gdy inne środki wpływu są ograniczone lub niedozwolone.  
PsyOps jest wykonywane przez środki psychologiczne, czyli środki techniczne czy inne służące do porozumiewania się z ludnością. Można wyróżnić trzy kategorie środków:  
- wizualne – wszystkie materiały drukowane wraz z filmami niemymi, kreskówkami czy plakatami
- dźwiękowe – wszystkie systemy, które używają dźwięku do przenoszenia wiadomości jak radio czy głośniki
- dźwiękowo-wizualne – każdy system oddziałujący na oba zmysły równocześnie jak telewizja czy kino

PsyOps może zachęcać do niezadowolenia społecznego z przywództwa i łącząc perswazję z wiarygodnym zagrożeniem, osłabiać zdolność przeciwnika do prowadzenia lub podtrzymywania operacji wojskowych. Mogą również zakłócać, dezorientować i przedłużać proces podejmowania decyzji przez przeciwnika, podważając zdolności dowodzenie i kontrolę. W dzisiejszym środowisku informacyjnym nawet operacje psychologiczne (PsyOps) przeprowadzane na poziomie taktycznym mogą mieć strategiczne rezultaty.  
Termin operacji psychologicznych z reguły używa się w kontekście Armii Stanów Zjednoczonych i Dowództwa Operacji Specjalnych Stanów Zjednoczonych.  
W Siłach Zbrojnych RP grupą odpowiedzialną za operacje psychologiczne na szczeblu operacyjnym i taktycznym jest Centralna Grupa Działań Psychologicznych im. Króla Stefana Batorego.